# Neotrygoninae
Neotrygoninae – podrodzina ryb chrzęstnoszkieletowych z rodziny ogończowatych (Dasyatidae).

## Podział systematyczny
Do podrodziny należą następujące rodzaje:
- Neotrygon Castelnau, 1873
- Taeniura Müller & Henle, 1837